# Юстин Філософ
Юстин Філософ, відомий також як Юстин Мученик та святий Юстин (100–165) — релігійний філософ, богослов, учитель Церкви, один із перших християнських апологетів, визначний інтерпретатор теорії логосу. Більшість із його робіт втрачено, залишилися лише дві апології і один діалог. Його вшановують як святого в католицькій, англіканській та православній церквах.
День Юстина святкується 1 червня.

## Життєпис
Про життя Юстина здебільшого відомо з його власних творів. Він народився у Палестині, у місті Флавія - біблійному Сихемі, на той час Неаполісі, нині це Наблус  у родині заможних греків-колоністів і визначає себе гоєм. Його дід Вакх мав грецьке ім'я, а дід Пріск —латинське. Він отримав грецьку освіту. Юстин розповідає, що спочатку відвідував школу філософів-стоїків, які не змогли пояснити йому, що таке Бог. Він звернувся до перипатетика, але той був надто ласий на гроші. Піфагореєць вимагав від нього спочатку вивчити музику, астрономію й геометрію, до чого в нього бажання не було. Врешті-решт він пристав до платоніка, який оселився у місті, а потім зустрів старого сирійського або палестинського християнина, який почав з ним розмову про Бога, і наполягав на тому, що свідчення пророків надійніші, ніж філософські розмірковування. Ці докази зародили у душі Юстина віру в Бога і привели його до християнства. Сильне враження на нього мала безстрашна поведінка християн перед мученицькою стратою. Вважається, що навернення Юстина сталося в Ефесі, хоча могло бути будь-де між Палестиною і Римом. Сталося це приблизно у 130 р. н.е.
Тоді він став філософом сам і мандрував світом, несучи людям своє учення. За правління Антонія Пія він прибув до Рима й започаткував свою школу. За правління Марка Аврелія на нього донесли владі. Його віддали під суд міського префекта і відрубали голову. Зберігся протокол допиту. Мощі святого зберігаються в церкві Іоанна Хрестителя в Сакрофано.

## Творчість

Iustini opera, 1636

Дві Апології Юстина звернені до римлян і Римського сенату, зокрема. У них Юстин намагається захистити християн від неправдивих звинувачень. Він викладає християнське вчення, звертаючись до мови грецької філософії, в традиції платонізму. Юстин не вдовольняється твердженнями про невинність християн і відстоювання «людей будь-якої раси, яких несправедливо ненавидять і переслідують». Філософ виражає свою віру через категорію істини в платоновому розумінні, де християнство є завершенням пошуків пізнання божественної сутності. Але це пізнання не може залишатися тільки пасивним спогляданням, воно повинно виражатися як втілення справедливості в практичних вчинках. Юстин підкреслює п'ять християнських чеснот: любов до ворогів, терпимість, чистоту, повагу до правди і безстрашність перед лицем смерті. Християнська любов є в розумінні філософа особливою ознакою релігії. Для нього мораль і любов є ознаками християнина, і те, як він живе, є свідченнями на користь його вірності істині. Християнська доктрина є завершенням філософських пошуків Бога.
На погляд Юстина Платон є тим духовним мостом, через який розум може осягнути істинність пророцтв Старого Заповіту. У Богові слід бачити унікальну й вищу сутність, яку філософи називають Логосом. Уся історія Духа, Його пошуків знаходить свою останню правду в Христі, Який є інкарнацією логосу, що освітлює шлях люському пізнанню. Христос — це вища істина, з якої почалося творіння, і яка набрала тілесної форми, щоб навчати правді людей.
|  | Ми знаємо Бога всесвіту тільки через Його Слово, яке представляється нам мостом між Отцем і світом |

Однією з ознак вчення Юстина є людиноцентричність  - Бог створив світ заради людини, людинолюбство є однією з ознак Бога, через Христа людству дароване богосинівство, Христос воплотився, прийняв хрещення, був розіп'ятий заради людей.  
Юстин поміщає філософію в дуже тісні рамки. Для нього її предмет це пошук єдиної й вищої істини, якій філософія повинна служити. Це служіння включає в себе й боротьбу зі світом, оскільки римський уряд переслідує християн за віру. Юстин звертається до римлян зі словами: не лякайтеся брутальної сили упереджень і марновірства, не поступайтеся тиску натовпу невігласів, не виносіть вироків в умовах нерозумного поспіху під вливом ницих наклепів! Ви можете нас убити, але ви не можете завдати нам шкоди. В той же час Юстин приймає культурні і філософські надбання людства - все, що є доброго, є проявленням Логосу і належить по своїй суті до християнства, яке є вищим ступенем розвитку культури та філософії.